# Copa da UEFA de 1976–77
A Copa da UEFA de 1976–77 foi a sexta edição da Copa da UEFA, vencida pela Juventus F.C. em vitória sobre o Athletic Bilbao no número de gols marcados fora de casa, pois venceu por 1-0 em casa e perdeu por 2-1 fora. Contou com a participação de 64 clubes.

## Primeira fase
| Equipe 1                 | Total | Equipe 2                 | 1.º jogo      | 2.º jogo          |
| ------------------------ | ----- | ------------------------ | ------------- | ----------------- |
| F.C. Porto               | 4–5   | FC Schalke 04            | 2–2 (Report)  | 2–3 (Report)      |
| Fram                     | 0–8   | ŠK Slovan Bratislava     | 0–3 (Report)  | 0–5 (Report)      |
| Glentoran F.C.           | 3–5   | FC Basel                 | 3–2 (Report)  | 0–3 (Report)      |
| Enosis Neon Paralimni    | 1–11  | 1. FC Kaiserslautern     | 1–3 (Report)  | 0–8 (Report)      |
| AEK FC                   | 3–2   | FC Dynamo Moscow         | 2–0 (Report)  | 1–2(aet) (Report) |
| Ajax                     | 1–2   | Manchester United        | 1–0 (Report)  | 0–2 (Report)      |
| SV Austria Salzburg      | 5–2   | Adanaspor                | 5–0 (Report)  | 0–2 (Report)      |
| Belenenses               | 4–5   | FC Barcelona             | 2–2 (Report)  | 2–3 (Report)      |
| Celtic F.C.              | 2–4   | Wisła Kraków             | 2–2 (Report)  | 0–2 (Report)      |
| Derby County F.C.        | 16–1  | Finn Harps Football Club | 12–0 (Report) | 4–1 (Report)      |
| Dinamo București         | 1–2   | Milan                    | 0–0 (Report)  | 1–2 (Report)      |
| Eintracht Braunschweig   | 7–1   | Holbæk B&I               | 7–0 (Report)  | 0–1 (Report)      |
| Espanyol                 | 4–3   | OGC Nice                 | 3–1 (Report)  | 1–2 (Report)      |
| Feyenoord Rotterdam      | 4–2   | Djurgårdens IF           | 3–0 (Report)  | 1–2 (Report)      |
| Fenerbahçe SK            | 2–5   | Videoton FC Fehérvár     | 2–1 (Report)  | 0–4 (Report)      |
| Grasshopper Club Zürich  | 9–0   | Hibernians FC            | 7–0 (Report)  | 2–0 (Report)      |
| Hibernian F.C.           | 1–0   | FC Sochaux-Montbéliard   | 1–0 (Report)  | 0–0 (Report)      |
| Internazionale           | 1–2   | Budapest Honvéd          | 0–1 (Report)  | 1–1 (Report)      |
| 1. FC Köln               | 3–1   | GKS Tychy                | 2–0 (Report)  | 1–1 (Report)      |
| KuPS                     | 3–4   | Östers IF                | 3–2 (Report)  | 0–2 (Report)      |
| Magdeburg                | 4–3   | Cesena                   | 3–0 (Report)  | 1–3 (Report)      |
| Manchester City          | 1–2   | Juventus                 | 1–0 (Report)  | 0–2 (Report)      |
| Næstved BK               | 0–7   | R.W.D. Molenbeek         | 0–3 (Report)  | 0–4 (Report)      |
| Queens Park Rangers F.C. | 11–0  | SK Brann                 | 4–0 (Report)  | 7–0 (Report)      |
| FA Red Boys Differdange  | 1–6   | SC Lokeren               | 0–3 (Report)  | 1–3 (Report)      |
| Slavia Prague            | 2–3   | Akademik Sofia           | 2–0 (Report)  | 0–3(aet) (Report) |
| Shakhtar Donetsk         | 4–1   | Dynamo de Berlim         | 3–0 (Report)  | 1–1 (Report)      |
| Sportul Studenţesc       | 4–2   | Olympiacos               | 3–0 (Report)  | 1–2 (Report)      |
| FC Wacker Innsbruck      | 7–1   | IK Start                 | 2–1 (Report)  | 5–0 (Report)      |
| ASA Targu Mureş          | 0–4   | Dinamo Zagreb            | 0–1 (Report)  | 0–3 (Report)      |
| Újpest FC                | 1–5   | Athletic Bilbao          | 1–0 (Report)  | 0–5 (Report)      |
| Lokomotiv Plovdiv        | 3–5   | Red Star Belgrade        | 2–1 (Report)  | 1–4 (Report)      |

## Segunda fase
| Equipe 1               | Total  | Equipe 2                 | 1.º jogo     | 2.º jogo     |
| ---------------------- | ------ | ------------------------ | ------------ | ------------ |
| AEK FC                 | 5–2    | Derby County F.C.        | 2–0 (Report) | 3–2 (Report) |
| Akademik Sofia         | 4–5    | Milan                    | 4–3 (Report) | 0–2 (Report) |
| SV Austria Salzburg    | 2–2(a) | Red Star Belgrade        | 2–1 (Report) | 0–1 (Report) |
| FC Barcelona           | 3–2    | SC Lokeren               | 2–0 (Report) | 1–2 (Report) |
| FC Basel               | 2–4    | Athletic Bilbao          | 1–1 (Report) | 1–3 (Report) |
| Eintracht Braunschweig | 2–3    | RCD Español              | 2–1 (Report) | 0–2 (Report) |
| Hibernian F.C.         | 3–4    | Östers IF                | 2–0 (Report) | 1–4 (Report) |
| FC Wacker Innsbruck    | 1–2    | Videoton FC Fehérvár     | 1–1 (Report) | 0–1 (Report) |
| 1. FC Kaiserslautern   | 2–7    | Feyenoord Rotterdam      | 2–2 (Report) | 0–5 (Report) |
| 1. FC Köln             | 5–2    | Grasshopper Club Zürich  | 2–0 (Report) | 3–2 (Report) |
| Magdeburg              | 4–2    | Dinamo Zagreb            | 2–0 (Report) | 2–2 (Report) |
| Manchester United      | 1–3    | Juventus                 | 1–0 (Report) | 0–3 (Report) |
| Shakhtar Donetsk       | 6–2    | Budapest Honvéd          | 3–0 (Report) | 3–2 (Report) |
| ŠK Slovan Bratislava   | 5–8    | Queens Park Rangers F.C. | 3–3 (Report) | 2–5 (Report) |
| Sportul Studenţesc     | 0–5    | FC Schalke 04            | 0–1 (Report) | 0–4 (Report) |
| Wisła Kraków           | 2–2(p) | R.W.D. Molenbeek         | 1–1 (Report) | 1–1 (Report) |

## Terceira fase
| Equipe 1                 | Total  | Equipe 2             | 1.º jogo     | 2.º jogo     |
| ------------------------ | ------ | -------------------- | ------------ | ------------ |
| AEK FC                   | (a)3–3 | Red Star Belgrade    | 2–0 (Report) | 1–3 (Report) |
| Athletic Bilbao          | 5–4    | Milan                | 4–1 (Report) | 1–3 (Report) |
| RCD Español              | 0–3    | Feyenoord Rotterdam  | 0–1 (Report) | 0–2 (Report) |
| Juventus                 | 3–1    | Shakhtar Donetsk     | 3–0 (Report) | 0–1 (Report) |
| Magdeburg                | 5–1    | Videoton FC Fehérvár | 5–0 (Report) | 0–1 (Report) |
| Östers IF                | 1–8    | FC Barcelona         | 0–3 (Report) | 1–5 (Report) |
| Queens Park Rangers F.C. | (a)4–4 | 1. FC Köln           | 3–0 (Report) | 1–4 (Report) |
| R.W.D. Molenbeek         | 2–1    | FC Schalke 04        | 1–0 (Report) | 1–1 (Report) |

## Quartas-de-final
| Equipe 1                 | Total  | Equipe 2         | 1.º jogo     | 2.º jogo     |
| ------------------------ | ------ | ---------------- | ------------ | ------------ |
| Athletic Bilbao          | 4–3    | FC Barcelona     | 2–1 (Report) | 2–2 (Report) |
| Feyenoord Rotterdam      | 1–2    | R.W.D. Molenbeek | 0–0 (Report) | 1–2 (Report) |
| Magdeburg                | 1–4    | Juventus         | 1–3 (Report) | 0–1 (Report) |
| Queens Park Rangers F.C. | 3–3(p) | AEK FC           | 3–0 (Report) | 0–3 (Report) |

## Semifinais
| Equipe 1         | Total  | Equipe 2        | 1.º jogo | 2.º jogo |
| ---------------- | ------ | --------------- | -------- | -------- |
| R.W.D. Molenbeek | 1–1(a) | Athletic Bilbao | 1–1      | 0–0      |
| Juventus         | 5–1    | AEK FC          | 4–1      | 1–0      |

## Final
| Equipe 1 | Total  | Equipe 2        | 1.º jogo | 2.º jogo |
| -------- | ------ | --------------- | -------- | -------- |
| Juventus | 2–2(a) | Athletic Bilbao | 1–0      | 1–2      |